# Vitronaclia magdalene
Vitronaclia magdalene là một loài bướm đêm thuộc phân họ Arctiinae, họ Erebidae.